# Italo Rota

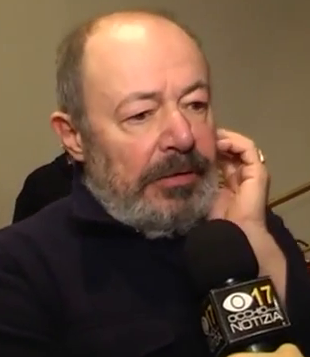
Italo Rota (2016)

Italo Rota (* 2. Oktober 1953 in Mailand; † 6. April 2024 ebenda) war ein italienischer Architekt und Designer sowie «Innovator».

## Leben
Rota studierte Architektur am Politecnico di Milano und war nach seinem Abschluss 1982 im Atelier von Franco Albini und später bei Vittorio Gregotti tätig. Ende der 80er Jahre zog er nach Paris, wo er an der Seite des italienischen Architekten Gae Aulenti an der Gestaltung des Musée d’Orsay in Paris, des Museums für moderne Kunst im Centre Pompidou, der neuen Säle der französischen Schule im Cour Carré des Louvre und des Beleuchtungskonzeptes der Kathedrale Notre-Dame de Paris und entlang der Seine sowie an der Renovierung des Zentrums von Nantes mitwirkte.
Mitte der 1990er Jahre kehrte er nach Italien zurück, und die Tätigkeit seines eigenen Mailänder Büros „Studio Italo Rota“ begann, sich von der Gesamtplanung bis zum Produktdesign zu erstrecken, und zwar in Projekten, die sich durch die Wahl innovativer Materialien, Spitzentechnologien und eine eingehende Erforschung des Lichts auszeichnen. Die Promenade des Foro Italico in Palermo (Goldmedaille für italienische Architektur im öffentlichen Raum 2006) und das Museo del Novecento im Palazzo dell'Arengario an der Piazza Duomo in Mailand (2010) sind Meilensteine seiner Arbeit. Außer in Frankreich wurden zahlreiche Werke international realisiert, wie die Casa Italiana an der Columbia University, New York City (1997), der Hindu-Tempel in Mumbai (2009) und der Chameleon Club im Byblos Hotel, Dubai (2011).
Zusammen mit dem italienischen Büro CRA von Carlo Ratti, Matteo Gatto und F&M Ingegneria war sein Studio Italo Rota an der Gestaltung des italienischen Pavillons auf der Expo 2020 in Dubai beteiligt. In der Einrichtungswelt entwarf er den ikonischen Stuhl Modestly Veiled für den italienischen Luxusmöbelhersteller Driade und war Mitgestalter der Pendelleuchte Calenda von Artemide.
2019 präsentierte Salvatore Ferragamo „The World of Italo Rota,“ eine Ausstellung, die einen Überblick in das kreative Universum des Architekten und Denkers Italo Rota bot. Die Veranstaltung fand während der Mailänder Designwoche statt und erstreckte sich über die Herren- und Damen-Flagship-Stores in der Mailänder Via Monte Napoleone.
Eines der letzten Projekte von Rota war die Gestaltung der Ausstellung „Italian Painting Today“ (Italienische Malerei heute) der Triennale di Milano, die im Februar 2024 zu Ende ging und die Werke von 120 der interessantesten italienischen Künstler verschiedener Generationen, die zwischen 1960 und 2000 geboren wurden, zeigte.
Italo Rota war Professor für Design an der École Nationale Supérieure d’Architecture de Paris-Belleville (1987–1990), an der Fakultät für Architektur der Universität Ferrara (1998–2000) und am Istituto Europeo di Design (IED) in Mailand (1996–1998). Er hielt Seminare an verschiedenen Fakultäten und Architekturschulen, wie der Columbia University, dem Politecnico di Milano, der Fakultät für Architektur der École polytechnique fédérale de Lausanne und der Fakultät für Architektur der Universität Genf. Bis zu seinem Tod war er Direktor der Abteilung für Design an der Mailänder Nuova Accademia di Belle Arti (NABA) und leitete an der Università Iuav di Venezia (IUAV) einen Workshop zu einem Projekt mit dem Titel Memory Garden.